# Liste des sénateurs belges (législature 1974-1977)
Pour les articles homonymes, voir Liste des sénateurs belges.
Liste des sénateurs pour la législature 1974-77 en Belgique, à la suite des élections législatives par ordre alphabétique.

## Président
- Pierre Harmel

## Membres

### de droit
- S.A.R. Mgr. le Prince Albert de Belgique

### élus
1. Paul Akkermans (nl) (arr. Anvers)
2. Jan Bascour (arr. Bruxelles)
3. René Basecq (arr. Niveles)
4. Georges Beauduin (arr. Huy-Waremme)
5. Lode Bertels (arr. Anvers)
6. Pierre Bertrand (arr. Liège)
7. François Blancquaert (arr. Courtrai-Ypres)
8. Ferdinand Boey, 3e vice-président (arr. Anvers)
9. Albert Bogaert (nl) (arr. Bruges)
10. Elias Bogaerts, secrétaire (arr. Louvain)
11. René Bourgeois, secrétaire (arr. Bruxelles)
12. Max Bury (arr. Mons-Soignies)
13. Willy Calewaert (arr. Anvers)
14. Omaar Carpels (nl) (arr. Bruges)
15. Paul Cathenis (arr. Liège)
16. Jacques Cerf (arr. Charleroi-Thuin)
17. Jos Chabert[1] (arr. Bruxelles)
18. Lode Claes (arr. Bruxelles)
19. Édouard Close (arr. Liège)
20. Etienne Cooreman (nl) (arr. Termonde/Saint-Nicolas)
21. Maurits Coppieters (arr. Termonde/Saint-Nicolas)
22. Emile Cuvelier (nl) (arr. Audenarde-Alost)
23. Joseph Daems (arr. Louvain)
24. Mme Rika De Backer-Van Ocken[2] (arr. Anvers)
25. Hector De Bruyne (arr. Anvers)
26. Constant De Clercq (nl),questeur (arr. Malines/Turnhout)
27. Jean Defraigne[3] (arr. Liège)
28. Jaak De Graeve (arr. Termonde/Saint-Nicolas)
29. Louis De Grève (arr. Bruxelles)
30. Mme Elisabeth Delepierre (arr. Louvain)
31. Fernand Delmotte (arr. Mons-Soignies)
32. César De Paepe[4] (arr. Gand-Eeklo)
33. Armand De Rore (nl) (arr. Courtrai-Ypres)
34. Pierre Descamps (arr. Tournai-Ath-Mouscron)
35. Jos De Seranno, secrétaire (arr. Malines-Turnhout)
36. chevalier Paul de Stexhe (arr. Charleroi/Thuin)
37. Maurice Dewulf (arr. Gand-Eeklo)
38. Michel Dhooge (arr. Gand-Eeklo)
39. Jean Dulac, questeur (arr. Tournai/Ath/Mouscron)
40. Dupont (arr. Audenarde-Alost)
41. Pierre Falize (arr. Nivelles)
42. Jean Gillet (arr. Verviers)
43. Josse Gilquin (arr. Mons-Soignies)
44. Mme Marie-Thérèse Godinache-Lambert (arrts du Luxembourg)
45. Jean Goffart (arr. Namur/Dinant-Philippeville)
46. Mme Cécile Goor-Eyben (arr. Bruxelles)
47. Georges Gramme (arr. Verviers)
48. Jacques Hambye (arr. Mons-Soignies)
49. Charles Hanin[5] (arrts du Luxembourg)
50. Mme Huberte Hanquet (arr. Liège)
51. Gaston Hercot, secrétaire (arr. Charleroi-Thuin)
52. Norbert Hougardy (arr. Bruxelles)
53. Antoine Humblet[6] (arr. Namur/Dinant-Phiippeville)
54. Franz Janssens (arr. Charleroi/Thuin)
55. Wim Jorissen (nl), secrétaire (arr. Malines-Turnhout)
56. Jean Kevers, questeur (arr. Tournai-Ath-Mouscron)
57. Étienne Knoops[7] (arr. Charleroi-Thuin)
58. Robert Lacroix (arr. Namur-Dinant-Philippeville)
59. Léonce Lagae (arr. Louvain)
60. André Lagasse (arr. Bruxelles)
61. André Lagneau (arr. Mons-Soignies)
62. Hilaire Lahaye, questeur (arr. Courtrai-Ypres)
63. Albert Lavens[8] (arr. Courtrai-Ypres)
64. Lecoq (arr. Huy-Waremme)
65. Jacques Lepaffe (arr. Bruxelles)
66. Leo Lindemans (arr. Bruxelles)
67. Edmond Machtens, questeur (arr. Bruxelles)
68. Bob Maes (arr. Bruxelles)
69. Willem Mesotten, secrétaire (arr. Hasselt-Tongres-Maaseik)
70. Arthur Meunier (arr. Charleroi-Thuin)
71. Raymond Miroir (arr. Furnes-Dixmude-Ostende) (renonce à son mandat)
72. Georges Mommerency(nl) (arr. Furnes-Dixmude-Ostende)
73. Leo Nauwelaers (arr. Bruxelles)
74. Gaston Paque (arr. Liège)
75. Hubert Parotte (arr. Verviers)
76. Gilbert Pede (arr. Gand-Eeklo)
77. Willy Persyn (arr. Roulers-Tielt)
78. André Poffé (arr. Charleroi-Thuin)
79. Jef Ramaekers (arr. Malines-Turnhout)
80. Basile Risopoulos (arr. Bruxelles)
81. Hubert Rubens (arr. Hasselt-Tongres-Maaseik)
82. André Saint-Rémy (arr. Bruxelles)
83. Max Smeers (arr. Hasselt/Tongres-Maaseik)
84. Mme Clara Smitt (arr. Hasselt-Tongres-Maaseik)
85. Pierre Stroobants (arr. Nivelles)
86. Michel Toussaint[9] (arr. Namur/Dinant-Philippeville)
87. Jules Van Canneyt (arr. Furnes-Dixmude-Ostende)
88. Rik Vandekerckhove (arr. Hasselt-Tongres-Maaseik)
89. John Van den Eynden (arr. Anvers)
90. Marcel Van der Aa (nl) (arr. Termonde/Saint-Nicolas)
91. Frans Vanderborght (arr. Anvers)
92. Frans Van der Elst (nl) (arr. Anvers)
93. Herman Vanderpoorten[10] (arr. Malines-Turnhout)
94. Eloi Vandersmissen (arr. Hasselt-Tongres-Maaseik)
95. Marcel Vandewiele (arr. Bruges)
96. Frans Vangronsveld (arr. Hasselt/Tongres-Maaseik)
97. Roger Vannieuwenhuyze (arr. Roulers-Tielt)
98. Oswald Van Ooteghem (arr. Gand-Eeklo)
99. Alfons Verbist (arr. Malines-Turnhout)
100. Mme Angèle Verdin-Leenaers (arr. Bruxelles)
101. Joris Verhaegen (arr. Malines-Turnhout)
102. Wim Verleysen (nl) (arr. Audenarde-Alost)
103. Willy Vernimmen (arr. Audenarde-Alost)
104. Armand Verspeeten (arr. Gand-Eeklo)
105. Jacques Wathelet (arr. Liège)
106. Joseph Wiard (nl) (arr. Bruxelles)
107. Jos Wijninckx (arr. Anvers)

### provinciaux
- Jérôme Aerts
- Charles Bossicart
- Marcel Busieau
- Walter Claeys (nl)
- Robert Conrotte
- Coppens
- Ferdinand De Bondt
- Eugeen De Facq
- Paul Delforge
- Albert Demuyter
- Pierre Deschamps
- René D'Haeyer
- Mme Paula D'Hondt-Van Opdenbosch
- Freddy Donnay
- baron Donald Fallon
- François
- Jan Gerits
- Robert Gijs
- François Guillaume
- José Hendrickx
- Jules Herbage
- Jacques Hoyaux
- Jan-Antoon Keuleers
- Fortuné Lambiotte
- Jean Lausier
- Rafael Lecluyse
- Edward Leemans
- Pierre Leroy
- Hubert Leynen (nl)
- Mme Joanna Nauwelaerts-Thues
- Georges Neuray
- Maurice Olivier
- Marcel Payfa
- Jacques Pirmolin
- Peter Poortmans
- Guy Spitaels
- Nicolas Stassart
- André Sweert
- Servais Thomas
- André Tilquin
- Leo Vanackere
- Achiel Vandenabeele
- Gérard Vandenberghe
- Marcel Vandenhove
- Robert Vandezande
- Carlo Van Elsen
- Jos Vangeel
- Mme Ivonne Van Hees-Julliams
- Bernard Van Hoeylandt (nl)
- Guido Van In
- Robert Van Rompaey

### cooptés
- Dieudonné André
- André Bertouille
- Edgard Bouwens
- Charles Cornet d'Elzius
- Félix Cuvellier
- Albert Daulne
- Simon Février
- Jean Fosty
- Gaston Geens[11]
- Pierre Harmel, président
- Raf Hulpiau, 2e vice-président
- Mme Françoise Hermant épouse Lassance
- Lucien Martens
- Marc-Antoine Pierson
- Louis Rombaut
- Willy Schugens
- Jean Sondag
- Mme Nora Staels-Dompas
- Elie Van Bogaert (nl), 1er vice-président
- Robert Vandekerckhove[12]
- Maurits Vanhaegendoren
- Emiel Van Nooten
- John Van Waterschoot (nl)
- André Vlerick
- Louis Waltniel